# سالن نیپون گایشی
سالن نیپون گایشی (انگلیسی: Nippon Gaishi Hall) یک استادیوم ورزشی سرپوشیده، واقع در ناگویا، ژاپن است.